# Gran Premio motociclistico di Catalogna 2010
Il Gran Premio motociclistico di Catalogna 2010 corso il 4 luglio, è stato il settimo Gran Premio della stagione 2010. La gara si è disputata sul circuito di Catalogna e si sono avute le vittorie di Jorge Lorenzo in MotoGP, di Yūki Takahashi in Moto2 e di Marc Márquez in classe 125.

## Prove e Qualifiche

### Classe 125
Il pilota più veloce durante le sessioni di prove è stato Marc Márquez (Derbi), lo stesso Márquez si è aggiudicato la pole position.
Risultati delle qualifiche:
- 1 =  Marc Márquez - Derbi 1'50"543
- 2 =  Pol Espargaró - Derbi 1'50"809
- 3 =  Bradley Smith - Aprilia 1'51"019

### Moto2
Nelle prime sessioni di prove i più veloci sono stati Toni Elías e Thomas Lüthi (Moriwaki), mentre la pole è andata a Andrea Iannone (Speed Up).
Risultati delle qualifiche:
- 1 =  Andrea Iannone - Speed Up 1'47"493
- 2 =  Yūki Takahashi - Tech 3 1'47"760
- 3 =  Thomas Lüthi - Moriwaki 1'47"973

### MotoGP
Nelle sessioni di prove il pilota più veloce è stato Jorge Lorenzo (Yamaha) (1'43.259), seguito da Casey Stoner su Ducati e Daniel Pedrosa (Honda). Nella seconda sessione il migliore è Jorge Lorenzo (Yamaha) (1'42.748) seguito da Daniel Pedrosa (Honda) e Casey Stoner (Ducati).
| Pos | Nº | Pilota           | Team                           | Tempo    |
| --- | -- | ---------------- | ------------------------------ | -------- |
| 1   | 99 | Jorge Lorenzo    | Fiat Yamaha Team-Yamaha        | 1'42"046 |
| 2   | 27 | Casey Stoner     | Ducati Marlboro-Ducati         | 1'42"410 |
| 3   | 14 | Randy de Puniet  | LCR Honda MotoGP-Honda         | 1'42"512 |
| 4   | 26 | Dani Pedrosa     | Repsol Honda Team-HRC          | 1'42"592 |
| 5   | 11 | Ben Spies        | Monster Yamaha Tech 3-Yamaha   | 1'42"710 |
| 6   | 4  | Andrea Dovizioso | Repsol Honda Team-HRC          | 1'42"866 |
| 7   | 65 | Loris Capirossi  | Rizla Suzuki MotoGP-Suzuki     | 1'42"903 |
| 8   | 58 | Marco Simoncelli | San Carlo Honda Gresini-Honda  | 1'42"994 |
| 9   | 19 | Álvaro Bautista  | Rizla Suzuki MotoGP-Suzuki     | 1'43"025 |
| 10  | 5  | Colin Edwards    | Monster Yamaha Tech 3-Yamaha   | 1'43"059 |
| 11  | 69 | Nicky Hayden     | Ducati Marlboro-Ducati         | 1'43"068 |
| 12  | 41 | Aleix Espargaró  | Pramac Racing-Ducati           | 1'43"380 |
| 13  | 40 | Héctor Barberá   | Paginas Amarillas Aspar-Ducati | 1'43"417 |
| 14  | 33 | Marco Melandri   | San Carlo Honda Gresini-Honda  | 1'43"621 |
| 15  | 36 | Mika Kallio      | Pramac Racing-Ducati           | 1'43"685 |
| 16  | 64 | Kōsuke Akiyoshi  | Interwetten Honda MotoGP-Honda | 1'45"577 |
| 17  | 8  | Wataru Yoshikawa | Fiat Yamaha Team-Yamaha        | 1'45"759 |

## Gare

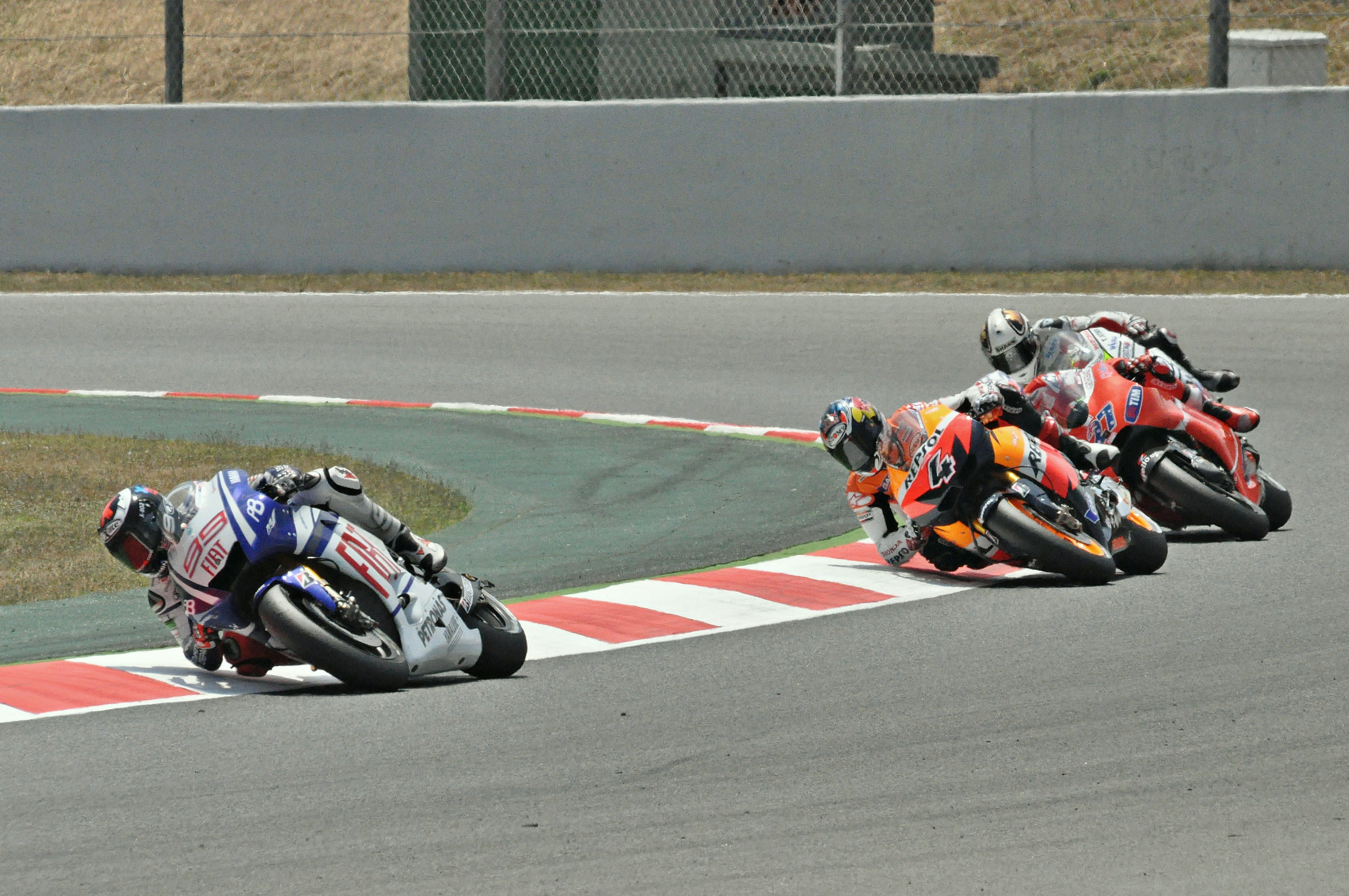
Una fase della gara della MotoGP

### MotoGP
Hiroshi Aoyama e Valentino Rossi, infortunati, vengono sostituiti rispettivamente da Kōsuke Akiyoshi e Wataru Yoshikawa.

#### Arrivati al traguardo
| Pos | Nº | Pilota           | Squadra                 | Motocicletta | Giri | Tempo     | Griglia | Punti |
| --- | -- | ---------------- | ----------------------- | ------------ | ---- | --------- | ------- | ----- |
| 1   | 99 | Jorge Lorenzo    | Fiat Yamaha             | Yamaha       | 25   | 43'22"805 | 1       | 25    |
| 2   | 26 | Daniel Pedrosa   | Repsol Honda            | Honda        | 25   | +4"754    | 4       | 20    |
| 3   | 27 | Casey Stoner     | Ducati Team             | Ducati       | 25   | +4"956    | 2       | 16    |
| 4   | 14 | Randy de Puniet  | LCR Honda               | Honda        | 25   | +18"057   | 3       | 13    |
| 5   | 19 | Álvaro Bautista  | Rizla Suzuki            | Suzuki       | 25   | +21"361   | 9       | 11    |
| 6   | 11 | Ben Spies        | Monster Yamaha Tech 3   | Yamaha       | 25   | +21"503   | 5       | 10    |
| 7   | 65 | Loris Capirossi  | Rizla Suzuki            | Suzuki       | 25   | +24"181   | 7       | 9     |
| 8   | 69 | Nicky Hayden     | Ducati Team             | Ducati       | 25   | +27"941   | 11      | 8     |
| 9   | 33 | Marco Melandri   | San Carlo Honda Gresini | Honda        | 25   | +28"046   | 14      | 7     |
| 10  | 40 | Héctor Barberá   | Paginas Amarillas Aspar | Ducati       | 25   | +32"439   | 13      | 6     |
| 11  | 5  | Colin Edwards    | Monster Yamaha Tech 3   | Yamaha       | 25   | +38"406   | 10      | 5     |
| 12  | 36 | Mika Kallio      | Pramac Racing           | Ducati       | 25   | +58"257   | 15      | 4     |
| 13  | 64 | Kōsuke Akiyoshi  | Interwetten Honda       | Honda        | 25   | +1'09"348 | 16      | 3     |
| 14  | 4  | Andrea Dovizioso | Repsol Honda            | Honda        | 25   | +1'32"402 | 6       | 2     |
| 15  | 8  | Wataru Yoshikawa | Fiat Yamaha             | Yamaha       | 25   | +1'35"237 | 17      | 1     |

#### Ritirati
| Nº | Pilota           | Squadra                 | Motocicletta | Giri | Griglia |
| -- | ---------------- | ----------------------- | ------------ | ---- | ------- |
| 58 | Marco Simoncelli | San Carlo Honda Gresini | Honda        | 13   | 8       |
| 41 | Aleix Espargaró  | Pramac Racing           | Ducati       | 5    | 12      |

### Moto2

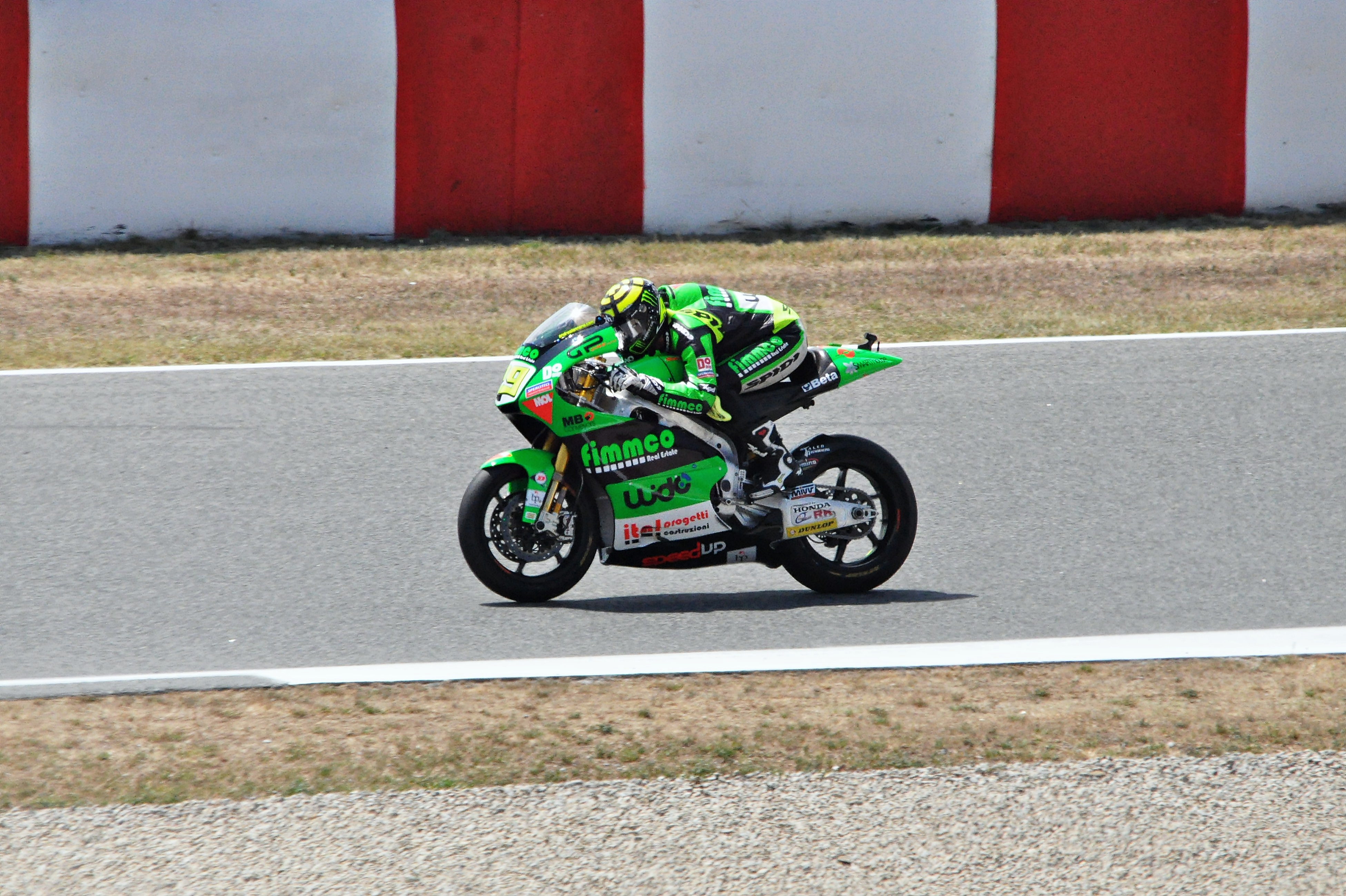
Andrea Iannone

Variazioni sulla lista degli iscritti riguardano il team JiR Moto2, che sostituisce Mattia Pasini con Yusuke Teshima, mentre Stefan Bradl, Axel Pons e Yannick Guerra, infortunati, vengono sostituiti rispettivamente da Ricard Cardús, Carmelo Morales e Xavier Siméon. In questa classe Dani Rivas e Jordi Torres, entrambi su Promoharris, corrono con lo status di wildcard.

#### Arrivati al traguardo
| Pos | Nº | Pilota           | Squadra                    | Motocicletta | Giri | Tempo     | Griglia | Punti |
| --- | -- | ---------------- | -------------------------- | ------------ | ---- | --------- | ------- | ----- |
| 1   | 72 | Yūki Takahashi   | Tech 3 Racing              | Tech 3       | 23   | 41'42"451 | 2       | 25    |
| 2   | 12 | Thomas Lüthi     | Interwetten Moriwaki       | Moriwaki     | 23   | +5"037    | 3       | 20    |
| 3   | 60 | Julián Simón     | Mapfre Aspar               | Suter        | 23   | +5"200    | 11      | 16    |
| 4   | 17 | Karel Abraham    | Cardion AB Motoracing      | FTR          | 23   | +6"706    | 12      | 13    |
| 5   | 24 | Toni Elías       | Gresini Racing             | Moriwaki     | 23   | +7"369    | 4       | 11    |
| 6   | 3  | Simone Corsi     | JIR Moto2                  | MotoBi       | 23   | +7"414    | 13      | 10    |
| 7   | 9  | Kenny Noyes      | Jack & Jones by A.Banderas | Promoharris  | 23   | +17"010   | 9       | 9     |
| 8   | 10 | Fonsi Nieto      | Holiday Gym G22            | Moriwaki     | 23   | +20"555   | 17      | 8     |
| 9   | 8  | Anthony West     | MZ Racing                  | MZ-RE Honda  | 23   | +21"001   | 29      | 7     |
| 10  | 15 | Alex De Angelis  | RSM Team Scot              | Force GP210  | 23   | +21"369   | 30      | 6     |
| 11  | 2  | Gábor Talmácsi   | Fimmco Speed Up            | Speed Up     | 23   | +22"213   | 32      | 5     |
| 12  | 68 | Yonny Hernández  | Blusens-STX                | BQR-Moto2    | 23   | +23"024   | 23      | 4     |
| 13  | 29 | Andrea Iannone   | Fimmco Speed Up            | Speed Up     | 23   | +25"297   | 1       | 3     |
| 14  | 16 | Jules Cluzel     | Forward Racing             | Suter        | 23   | +26"674   | 5       | 2     |
| 15  | 11 | Yusuke Teshima   | JIR Moto2                  | MotoBi       | 23   | +26"796   | 36      | 1     |
| 16  | 35 | Raffaele De Rosa | Tech 3 Racing              | Tech 3       | 23   | +27"441   | 22      |       |
| 17  | 41 | Arne Tode        | Racing Team Germany        | Suter        | 23   | +27"674   | 19      |       |
| 18  | 61 | Vladimir Ivanov  | Gresini Racing             | Moriwaki     | 23   | +35"193   | 31      |       |
| 19  | 18 | Jordi Torres     | MR Griful                  | Promoharris  | 23   | +37"424   | 25      |       |
| 20  | 53 | Valentin Debise  | WTR San Marino             | ADV          | 23   | +41"504   | 39      |       |
| 21  | 5  | Joan Olivé       | Jack & Jones by A.Banderas | Promoharris  | 23   | +41"710   | 38      |       |
| 22  | 71 | Claudio Corti    | Forward Racing             | Suter        | 23   | +41"966   | 37      |       |
| 23  | 4  | Ricard Cardús    | Viessmann Kiefer Racing    | Suter        | 23   | +49"224   | 27      |       |
| 24  | 19 | Xavier Siméon    | Holiday Gym G22            | Moriwaki     | 23   | +1'03"470 | 34      |       |
| 25  | 40 | Sergio Gadea     | Tenerife 40 Pons           | Pons Kalex   | 23   | +1'12"814 | 18      |       |
| 26  | 95 | Mashel Al Naimi  | Blusens-STX                | BQR-Moto2    | 23   | +1'22"796 | 40      |       |

#### Ritirati
| Nº | Pilota              | Squadra                      | Motocicletta | Giri | Griglia |
| -- | ------------------- | ---------------------------- | ------------ | ---- | ------- |
| 31 | Carmelo Morales     | Tenerife 40 Pons             | Pons Kalex   | 22   | 6       |
| 76 | Bernat Martínez     | Maquinza-SAG                 | Bimota       | 20   | 35      |
| 25 | Alex Baldolini      | Caretta Technology Race Dept | I.C.P.       | 19   | 26      |
| 45 | Scott Redding       | Marc VDS Racing              | Suter        | 12   | 14      |
| 14 | Ratthapark Wilairot | Thai Honda PTT Singha SAG    | Bimota       | 9    | 8       |
| 7  | Dani Rivas          | MR Griful                    | Promoharris  | 4    | 28      |
| 48 | Shōya Tomizawa      | Technomag-CIP                | Suter        | 4    | 7       |
| 59 | Niccolò Canepa      | RSM Team Scot                | Force GP210  | 3    | 33      |
| 52 | Lukáš Pešek         | Matteoni CP Racing           | Moriwaki     | 3    | 24      |
| 21 | Vladimir Leonov     | Vector Kiefer Racing         | Suter        | 1    | 41      |
| 77 | Dominique Aegerter  | Technomag-CIP                | Suter        | 1    | 16      |
| 55 | Héctor Faubel       | Marc VDS Racing              | Suter        | 1    | 15      |
| 39 | Robertino Pietri    | Italtrans S.T.R.             | Suter        | 0    | 42      |
| 44 | Roberto Rolfo       | Italtrans S.T.R.             | Suter        | 0    | 10      |
| 6  | Alex Debón          | Aeroport de Castello - Ajo   | FTR          | 0    | 20      |
| 63 | Mike Di Meglio      | Mapfre Aspar                 | Suter        | 0    | 21      |

### Classe 125

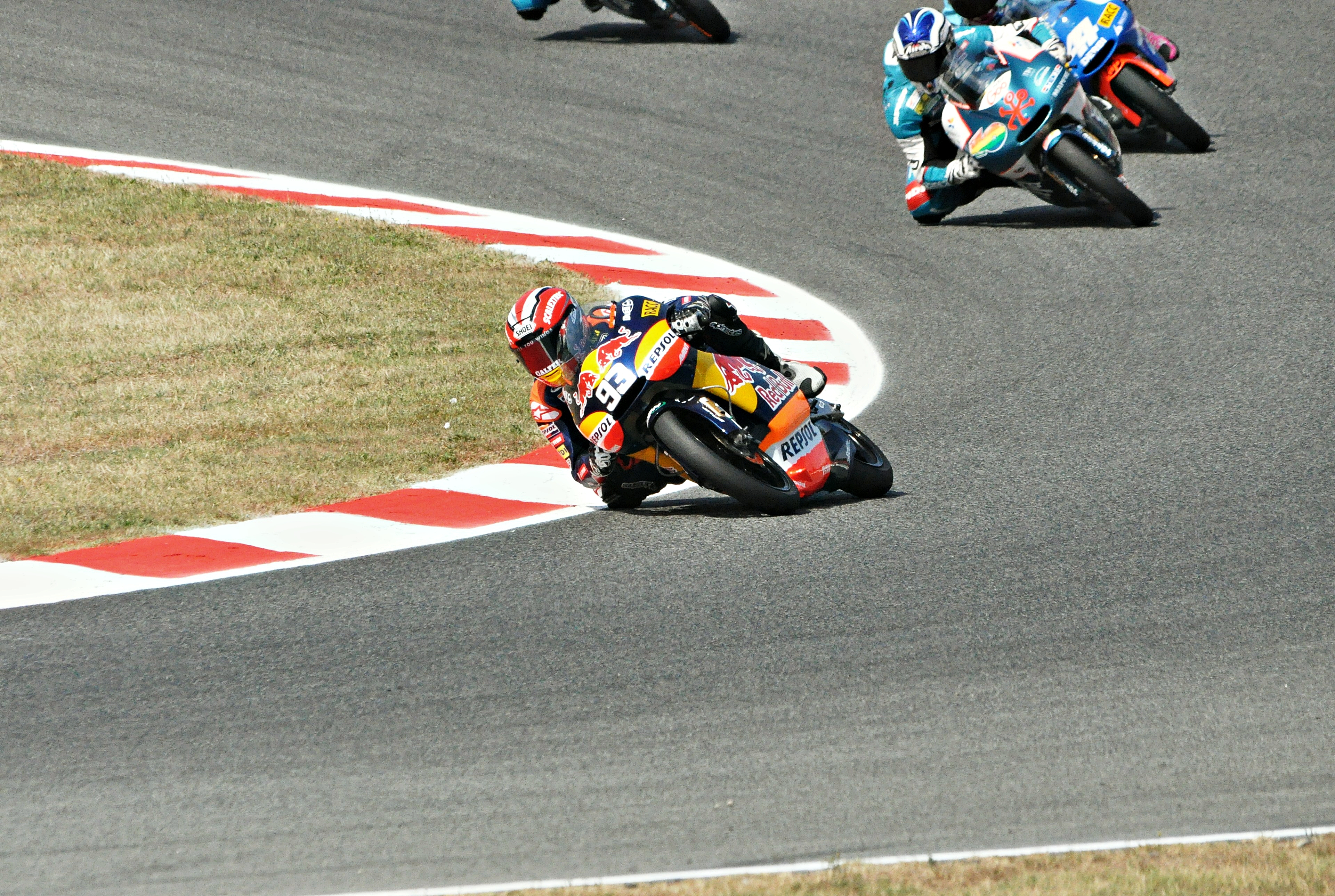
Marc Márquez sulla sua Derbi

In questa classe corrono cinque piloti usufruendo di wildcard, che sono: Eduard Lopez, Isaac Viñales e Péter Sebestyén su Aprilia; Joan Perelló e Johnny Rosell su Honda.

#### Arrivati al traguardo
| Pos | Nº | Pilota               | Squadra                       | Motocicletta | Giri | Tempo     | Griglia | Punti |
| --- | -- | -------------------- | ----------------------------- | ------------ | ---- | --------- | ------- | ----- |
| 1   | 93 | Marc Márquez         | Red Bull Ajo Motorsport       | Derbi        | 22   | 40'46"315 | 1       | 25    |
| 2   | 38 | Bradley Smith        | Bancaja Aspar                 | Aprilia      | 22   | +4"638    | 3       | 20    |
| 3   | 44 | Pol Espargaró        | Tuenti Racing                 | Derbi        | 22   | +4"996    | 2       | 16    |
| 4   | 11 | Sandro Cortese       | Avant Mitsubishi Ajo          | Derbi        | 22   | +45"366   | 5       | 13    |
| 5   | 7  | Efrén Vázquez        | Tuenti Racing                 | Derbi        | 22   | +45"433   | 8       | 11    |
| 6   | 71 | Tomoyoshi Koyama     | Racing Team Germany           | Aprilia      | 22   | +49"685   | 6       | 10    |
| 7   | 35 | Randy Krummenacher   | Stipa-Molenaar Racing GP      | Aprilia      | 22   | +49"735   | 14      | 9     |
| 8   | 14 | Johann Zarco         | WTR San Marino                | Aprilia      | 22   | +49"743   | 10      | 8     |
| 9   | 94 | Jonas Folger         | Ongetta Team                  | Aprilia      | 22   | +49"775   | 12      | 7     |
| 10  | 99 | Danny Webb           | Andalucia Cajasol             | Aprilia      | 22   | +53"115   | 16      | 6     |
| 11  | 26 | Adrián Martín        | Aeroport de Castello - Ajo    | Aprilia      | 22   | +58"669   | 19      | 5     |
| 12  | 15 | Simone Grotzkyj      | Fontana Racing                | Aprilia      | 22   | +58"800   | 11      | 4     |
| 13  | 23 | Alberto Moncayo      | Andalucia Cajasol             | Aprilia      | 22   | +1'02"050 | 13      | 3     |
| 14  | 78 | Marcel Schrötter     | Interwetten Honda             | Honda        | 22   | +1'15"497 | 23      | 2     |
| 15  | 63 | Zulfahmi Khairuddin  | AirAsia - Sepang Int. Circuit | Aprilia      | 22   | +1'16"029 | 18      | 1     |
| 16  | 84 | Jakub Kornfeil       | Racing Team Germany           | Aprilia      | 22   | +1'26"441 | 28      |       |
| 17  | 69 | Louis Rossi          | CBC Corse                     | Aprilia      | 22   | +1'33"613 | 24      |       |
| 18  | 87 | Luca Marconi         | Ongetta Team                  | Aprilia      | 22   | +1'36"186 | 25      |       |
| 19  | 58 | Joan Perelló         | SAG Castrol                   | Honda        | 22   | +1'36"223 | 26      |       |
| 20  | 60 | Michael van der Mark | Lambretta Reparto Corse       | Lambretta    | 22   | +1'36"340 | 27      |       |
| 21  | 59 | Johnny Rosell        | SAG Castrol                   | Honda        | 22   | +1'43"804 | 22      |       |
| 22  | 72 | Marco Ravaioli       | Lambretta Reparto Corse       | Lambretta    | 22   | +1'55"331 | 30      |       |
| 23  | 56 | Péter Sebestyén      | Right Guard Racing            | Aprilia      | 21   | +1 giro   | 32      |       |

#### Ritirati
| Nº | Pilota           | Squadra                       | Motocicletta | Giri | Griglia |
| -- | ---------------- | ----------------------------- | ------------ | ---- | ------- |
| 40 | Nicolás Terol    | Bancaja Aspar                 | Aprilia      | 21   | 4       |
| 39 | Luis Salom       | Stipa-Molenaar Racing GP      | Aprilia      | 14   | 15      |
| 17 | Eduard Lopez     | Catalunya Racing              | Aprilia      | 11   | 31      |
| 55 | Isaac Viñales    | Catalunya Racing              | Aprilia      | 10   | 21      |
| 50 | Sturla Fagerhaug | AirAsia - Sepang Int. Circuit | Aprilia      | 7    | 17      |
| 5  | Alexis Masbou    | Ongetta Team                  | Aprilia      | 5    | 9       |
| 12 | Esteve Rabat     | Blusens-STX                   | Aprilia      | 0    | 7       |
| 53 | Jasper Iwema     | CBC Corse                     | Aprilia      | 0    | 20      |

### Non partito
| Nº | Pilota           | Squadra            | Motocicletta | Griglia |
| -- | ---------------- | ------------------ | ------------ | ------- |
| 32 | Lorenzo Savadori | Matteoni CP Racing | Aprilia      | 29      |